# Челоле
Чѐлоле (на италиански: Cellole) е градче и община в Южна Италия, провинция Казерта, регион Кампания. Разположено е на 17 m надморска височина. Населението на общината е 7873 души (към 2010 г.).